# 가구야마촌 (나라현)
가구야마촌(香久山村)은 나라현 북서부, 시키군에 속해있던 촌이다. 현재의 사쿠라이시에 해당한다.

## 역사
- 1889년 4월 1일 - 정촌제 시행에 의해 도이치군 가구야마촌이 성립하였다.
- 1897년 4월 1일 - 시키군으로 소속이 변경되었다.
- 1956년 9월 1일 - 가구야마촌과 함께 사쿠라이시에 편입해, 동일 다이후쿠촌은 폐지되었다.

## 교통

### 철도
- 일본국유철도
  - 사쿠라이선

### 도로
- 2급 국도 (현 국도 제165호선)